# 中野正孝
中野 正孝（なかの まさたか、1943年11月21日 - 2023年4月17日）は日本の通産官僚。元生活産業局長。誤嚥性肺炎により他界。

## 人物
北海道札幌南高等学校、東京大学教養学部卒業後通産省入省。産業政策局総務課長補佐などを経て、1979年工業技術院総務課法令審査委員。1980年資源エネルギー庁総務課法令審査委員。1984年機械情報産業局情報処理振興課長となりその後各課課長を歴任する。情報処理振興課長や電子政策課長として第五世代コンピューター計画やソフトウェア開発の国家プロジェクト「シグマ計画」の立ち上げに携わる。1991年官房三課長の大臣官房総務課長となる。国際経済部長だった1993年には通産省の人事抗争をめぐる通産省4人組事件に名前が挙がる。その後生活産業局長となり1996年辞職。

## 略歴
- 東京大学教養学部卒業
- 1967年4月：通商産業省入省　企業局企業調査課属[2]
- 繊維雑貨局原料紡續課総括係長
- 大臣官房情報管理課総括係長
- 通商政策局市場一課(併)米州大洋州課北米班長
- 工業技術院技術振興課長補佐
- 産業政策局総務課長補佐
- 機械情報産業局電子政策課長補佐
- 1979年4月：工業技術院総務課長補佐(法令審査委員)
- 1980年5月：資源エネルギー庁総務課長補佐(法令審査委員)
- 1981年6月：ジェトロニューヨークセンター次長
- 1984年6月：機械情報産業局情報処理振興課長
- 1986年6月：立地公害局公害防止企画課長
- 1987年6月：中小企業庁計画部金融課長
- 1988年6月：機械情報産業局電子政策課長
- 1990年6月：貿易局総務課長
- 1991年6月：大臣官房総務課長
- 1992年6月：通商政策局国際経済部長
- 1994年7月：通商産業大臣官房審議官(産業政策局担当)
- 生活産業局長
- 1996年：辞職